# قسطون
قسطون بلدة في شمال سوريا تتبع ناحية الزيارة بمحافظة حماة. تقع في سهل الغاب على الضفة الشرقية لنهر العاصي شمال غربي مدينة حماة، وتبعد عنها نحو 80 كيلومترًا، وتقع جنوب غربي مدينة إدلب على بعد نحو 35 كيلومترًا.
تحدُّها الزيارة إلى الغرب، وقرقور إلى الشمال الغربي، والصحن وفريكة إلى الشمال، ومعراتة إلى الشمال الشرقي، والموزرة إلى الجنوب الشرقي، ودقماق والعنكاوي إلى الجنوب.
قبل الثورة، كان عدد سكان قسطون يبلغ 6,187 نسمة حسب تعداد عام 2004 الذي أجراه المكتب المركزي للإحصاء، ما جعلها أكبر بلدة في ناحية الزيارة.
يوجد في قسطون مجلس قرية ولها مخطط تنظيمي مصدق حيث تبلغ مساحتها 206 هكتارًا، ويحيط بها سور من أشجار الزيتون والأشجار الأخرى، ويقطعها نهر قسطون، وهو أحد الروافد اليمينية لنهر العاصي، وتنتشر على ضفتيه البساتين التي تزين القرية.
يرجع تاريخ القرية إلى ما قبل الميلاد والشاهد على ذلك تلها الأثري، وتقع قرية قسطون في منطقة زراعية ذات أراضي سهلية خصبة يغلب عليها المناخ المعتدل ولا يتجاوز معدل الأمطار 450 ملم في السنة.

## التاريخ

### التاريخ القديم
قسطون هي نفسها المدينة الآرامية القديمة قطون أو قطان التي تعود إلى العصر الحديدي. وقد ورد ذكرها في نص آشوري عثر عليه في كولتبه. وتبلغ مساحة الموقع الأثري للبلدة القديمة نحو 16 هكتارًا، ويمتد على قسمين من قسطون: قسطون الغربي وقسطون الشرقي. يقع قسطون الشرقي على ارتفاع 25 مترًا عن الأراضي المحيطة، بمحاذاة نهر قسطون.
إعمارها قديم لوجود تل أثري يحمل اسمها، وقد عثر فيها على نقود قديمة من عصور متباينة إلى جانب بعض الفخار العادي والملون.

### العصور الوسطى
كانت قسطون تعد من أخصب قرى الروج وأكثرها غلالًا، وكان فيها حصن. وقد زارها الجغرافي السوري ياقوت الحموي إبَّان العهد الأيوبي سنة 1225م، وقال عنها: «حصن كان بالرّوج من أعمال حلب». وفي عام عام 1271، شنَّت قوة مغولية من قوات النخبة يبلغ قوامها نحو 1500 جندي غارة على قسطون أثناء الصراع الذي وقع بين المماليك (الذين جاءوا بعد الأيوبيين) والتحالف المغولي الأرمني، فقاموا خلالها بأعمال قتل ونهب بحق سكانها من التُركمان. قاد الأمير المظفر الثالث محمود، وهو أمير أيوبي على حماة، حملة عسكرية بهدف غزو منطقة قيليقية الواقعة تحت سيطرة الأرمن في ربيع عام 1298، غير أنَّه لم يبلغ قسطون قبل أن يُستدعى عائدًا إلى حلب.

### التاريخ الحديث
كان آل أوراز وأرولات يتقاسمون معًا ملكية أراضي قرية قسطون.
في عام 1920، شهدت القرية هجومًا نفّذه ثوار قطاع منطقة جبل صهيون خلال ثورة هنانو ضد الحكم الفرنسي للبلاد، بعد أن علم الثوار بتحركات محمد الجركس، صاحب قرية قسطون وأحد المتواطئين مع فرنسا ضد الثورة، فأرادوا أن يقبضوا عليه ويعدموه. ففي صباح يوم 16 آب (أغسطس) سنة 1920، جاء القائد الثوري عمر البيطار وبرفقته صبحي اللاذقاني وفريق كبير من أهالي جبل صهيون وشنّوا هجومًا على قسطون ودخلوها دون أية مقاومة. عمد الثوار إلى مصادرة ما لديه من أمتعة وعتاد ومواشي، ولكن لم يوفقوا في العثور عليه. ولما علم محمد الجركس بما حل في قريته أعلم السلطات الفرنسية بما جرى له، فأمدته بالسلاح والعتاد، وألَّف فرقة من الموالين، وخصّص لكلّ متطوع راتبًا قدره عشر ليرات ذهبية في الشهر، وبدأت فرقته تسير مع الوحدات الفرنسية، وتطوف القرى والجبال بهدف القضاء على الثوار.
في شهر حزيران (يونيو) من عام 2002، اجتاحت السيول مئات المنازل في قسطون وعدّة قرى مجاورة مثل قرقور، والزيارة، وزيزون، وذلك على إثر انهيار سد زيزون المجاور، ما أسفر عن مقتل 10 أشخاص، بينهم امرأتان وطفلان وموظف في السد. غمرت المياه المنازل وغمرت حقول الشمندر والقطن والقمح لمسافة 60 كم باتجاه مجرى النهر من السد الواقع على نهر العاصي.
وخلال الثورة السوريَّة، في يوم 4 أيلول (سبتمبر) عام 2012، قتل رجل برصاص عنصر حاجز تابع لقوات نظام الأسد في قسطون.
وفي 6 حزيران (يونيو) 2012، قتلت قوات الأسد 25 طفلًا طعنًا بالسكاكين أو رميًا بالرصاص في قسطون وبلدة أخرى مجاورة.

## الجغرافيا
تقع قسطون في الجزء الشمالي الشرقي من سهل الغاب عند أقدام السفح الغربي لجبل الزاوية، وتنحدر أراضيها قليلًا باتجاه سهل الغاب غربًا، وتبعد مسافة 4 كم شرق بلدة الزيارة. يخترقها نهر قسطون، الذي يُعدّ مصدرًا لتأمين مياه الشرب. أراضيها الشرقية ذات صخور كلسية وتربة حمراء، والغربية سهلية ذات تربة رسوبية.
تتكون قرية قسطون من عدة تجمعات سكانية ألا وهي: قسطون الشرقية، وقسطون القبلية، وقسطون الشمالية. مساكنها القديمة من الطين والقش (دامات)، والحديثة إسمنتية.

## الاقتصاد
قدِّرت مساحة أراضيها الزراعية بنحو 3000 هكتارًا تزرع بالقطن والبقول والقمح والشمندر السكري ريًا من أقنية ري الغاب ومن نهر قسطون. يعتمد معظم سكانها على الزراعة وتربية الأبقار والأغنام. كما يعمل بعضهم في القطاع الخدمي وفي الأعمال الحرة.

## المعالم
يوجد في قسطون تل أثري كبير يحمل اسمها، وهو من أكبر التلال والأقدم عهدًا في سهل الغاب، وفيها برج الحمام الذي يشمخ عاليًا بين أشجار الزيتون.
ويوجد على مقربة منها سد قسطون الذي يخزن نحو 27 مليون متر مكعب من المياه، والذي يقع في الجهة الشرقية من القرية، وهو ما جعل منها وجهة سياحية قبل الحرب.

## النقل
يوجد في منطقة الغاب الشرقي عدَّة تفرعات غربية تخترق المنطقة، فمن قسطون يمتد طريق نحو الغرب إلى بلدة الزيارة، ويربطها بطريق الغاب الشرقية طريق فرعي مُعبّد يبلغ طوله 4.5 كم.